# サ・イラ

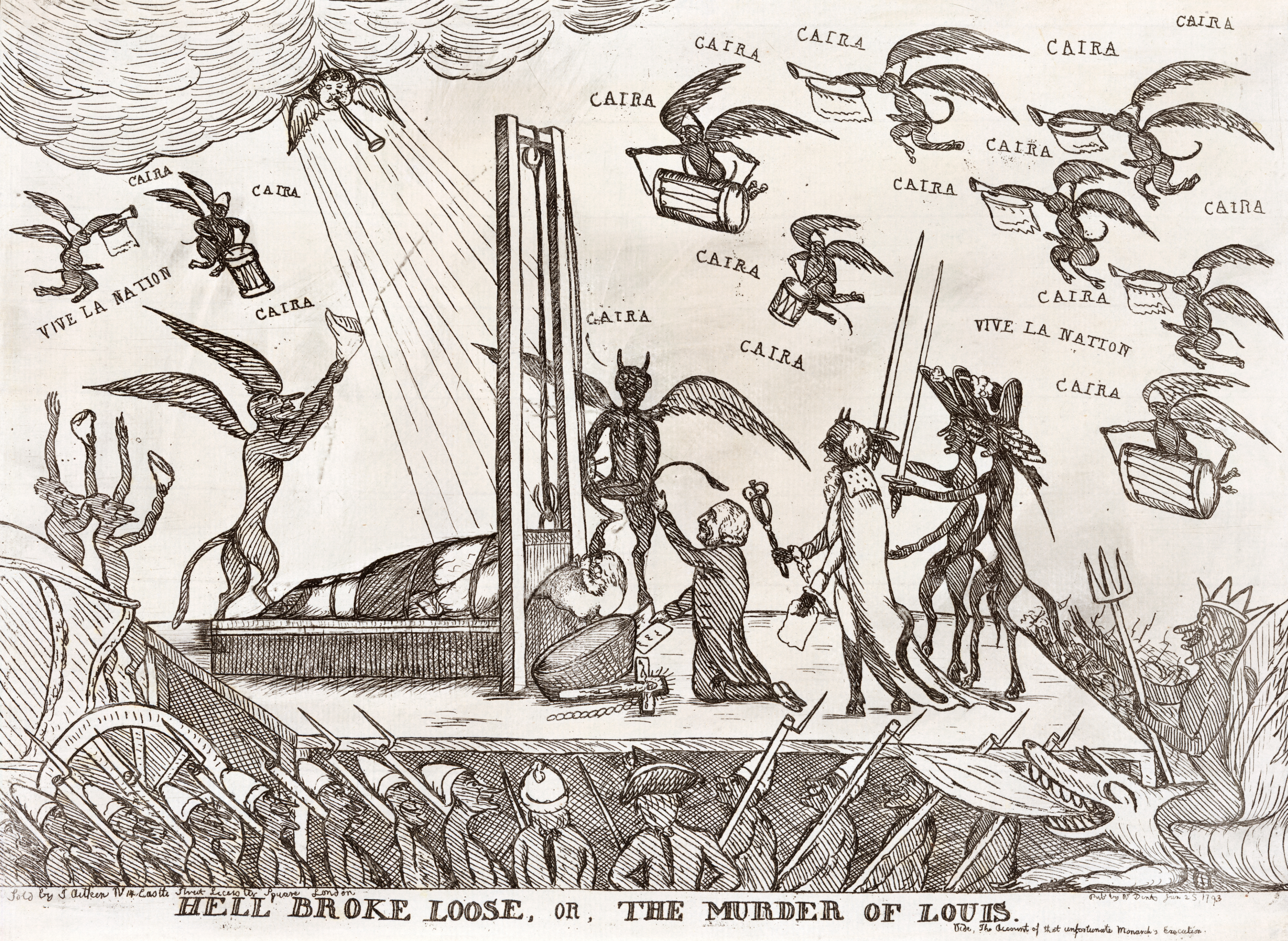
「てんやわんやの大騒ぎ」と題する1793年のルイ16世の処刑の風刺画。空を飛び交う悪魔たちがドラムを叩きながらサイラと歌う。

「サ・イラ」（仏: Ah ! ça ira, ça ira, ça ira）はフランス革命の際に流行した歌で、「ラ・マルセイエーズ」や「ラ・カルマニョール」 (La Carmagnole) と並んで代表的な革命歌のひとつ。1790年5月に歌われたのを最初の記録とする。その後、革命後期に至るまでいくつかの言い回しの変化を経て、今日知られる有名なものとなった。
「ア・サ・イラ」または「アサイラ」とも表記する。

## オリジナル版
原曲は「ル・カリヨン・ナショナル（Le Carillon national）」という人気のあったコントルダンス曲で、テアトル・ボージョレーのバイオン奏者（資料によっては打楽器奏者ともいう）のベクールが作曲した。この曲は、王妃マリー・アントワネット自身も、しばしばクラブサンで演奏したと言われている。オリジナルの「サ・イラ」はこの曲に兵士出身の辻歌手ラドレが、即興で自作の歌詞をつけたといわれている。
この曲の題名と反復句は、大陸会議の代表としてフランスで大変人気のあったベンジャミン・フランクリンの影響を受けていた。彼は、アメリカ独立戦争について尋ねられるといつも、いささか怪しいフランス語で「ア、サ・イラ、サ・イラ」（上手く行くよ）と答えるのだった。

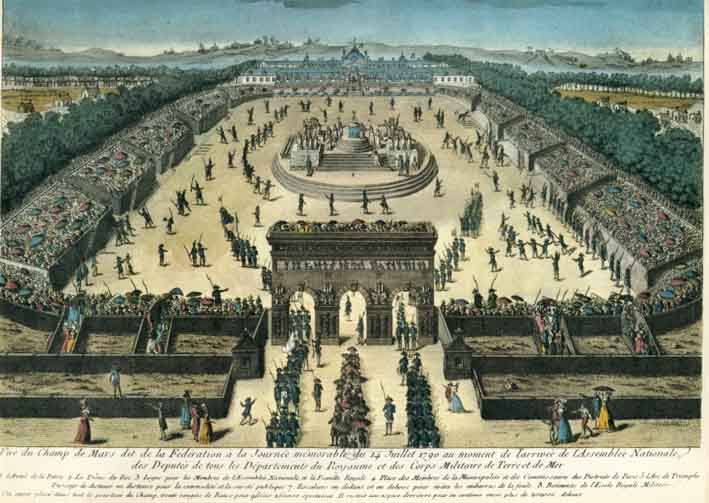
1790年の全国連盟祭 (フランス革命博物館)。

この歌は、1790年7月14日の全国連盟祭（Fête de la Fédération; 革命1周年の祭典）の前の「手押し車の日」（journée des brouettes; 革命の1周年を記念する祭典のために貴族も庶民も手押し車を押して会場設営に励んだという。）の期間に大いに広まった。しかし14日の夕方、にわか雨に見舞われて散会した時に、ある共和主義者の市民が「貴族は街灯に吊るせ」という繰り返しの句を入れ、民衆の興奮が爆発する結果になった。
| Ah ! ça ira, ça ira, ça ira Le peuple en ce jour sans cesse répète, Ah ! ça ira, ça ira, ça ira Malgré les mutins tout réussira ! | ああ！うまくいく、うまくいく、うまくいく 人々はこの日、何度も何度も繰り返す ああ！うまくいく、うまくいく、うまくいく 反逆者どもを物ともせず、全ては成功するだろう |
| Nos ennemis confus en restent là Et nous allons chanter « Alléluia ! » Ah ! ça ira, ça ira, ça ira Quand Boileau jadis du clergé parla Comme un prophète il a prédit cela. En chantant ma chansonnette Avec plaisir on dira : Ah ! ça ira, ça ira, ça ira.                                   | われらの敵は混乱し、立ちすくむ そしてわれらはアレルヤを歌うだろう ああ！うまくいく、うまくいく、うまくいく かつてボアローが聖職者について語った時 預言者のように彼はこのことを予言していた 私の小唄を歌うことで 喜びのうちに、人々は言うだろう ああ！うまくいく、うまくいく、うまくいく                |
| Suivant les maximes de l'évangile Du législateur tout s'accomplira. Celui qui s'élève on l'abaissera Celui qui s'abaisse on l'élèvera. Le vrai catéchisme nous instruira Et l'affreux fanatisme s'éteindra. Pour être à la loi docile Tout Français s'exercera. Ah ! ça ira, ça ira, ça ira. | 福音書の教えに従い 立法者によって全ては成し遂げられるだろう 己を高くする者は低くされ 己を低くする者は高くされるだろう まことのカテキズムがわれらを教え導くだろう そして恐ろしい狂信は消え去るだろう 法に従順たるように 全てのフランス人は己自身を鍛えるだろう ああ！うまくいく、うまくいく、うまくいく |
| Pierrette et Margot chantent la guinguette Réjouissons-nous, le bon temps viendra ! Le peuple français jadis à quia, L'aristocrate dit : « Mea culpa ! » Le clergé regrette le bien qu'il a, Par justice, la nation l'aura. Par le prudent Lafayette, Tout le monde s'apaisera.              | ピエレとマルゴがギャンゲットで歌っている 喜べ、よい時代がやってくるだろう かつてフランス人は沈黙していたが 貴族たちは言う、「われ過てり！」と 聖職者はその富を惜しむ 正義によって、国家はそれを手に入れるだろう 慎重なラファイエットのおかげで みなは落ち着くだろう                                    |
| Ah ! ça ira, ça ira, ça ira Par les flambeaux de l'auguste assemblée, Ah ! ça ira, ça ira, ça ira Le peuple armé toujours se gardera. Le vrai d'avec le faux l'on connaîtra, Le citoyen pour le bien soutiendra.                                                                             | ああ！うまくいく、うまくいく、うまくいく 威厳ある議会の光輝により ああ！うまくいく、うまくいく、うまくいく 武装した人々は常に自重するだろう われらは善悪を見分けることができるだろう 市民は善に与するだろう                                                                                            |
| Ah ! ça ira, ça ira, ça ira Quand l'aristocrate protestera, Le bon citoyen au nez lui rira, Sans avoir l'âme troublée, Toujours le plus fort sera. | ああ！うまくいく、うまくいく、うまくいく 貴族たちが抗議したとしても 善良なる市民はその顔を見て笑うだろう 心を悩ませることもなく そして常に最強の者であり続けるだろう |
| Petits comme grands sont soldats dans l'âme, Pendant la guerre aucun ne trahira. Avec cœur tout bon Français combattra, S'il voit du louche, hardiment parlera. | 幼き者も老いたる者もみな兵士の心をもち 戦争のさなかに裏切ることはないだろう 真心から全ての善良なるフランス人は戦うだろう 胡散なものを見たならば、勇気をもって話すだろう |
| Ah ! ça ira, ça ira, ça ira Lafayette dit : « Vienne qui voudra ! Le patriotisme leur répondra ! » Sans craindre ni feu, ni flamme, Le Français toujours vaincra ! | ああ！うまくいく、うまくいく、うまくいく ラファイエットは言う、「志のある者は来たれ！ 愛国心がそれに応えるだろう！」と 銃火も炎も恐れずに フランス人は常に勝利を得るだろう！ |

## サン・キュロット版
フランス革命も後期になるとサン・キュロットによって歌詞がより過激なものに変化した。オリジナル版が、貴族や聖職者の支配を排除し、民衆の正義を実現するといった内容であったのに対し、貴族や聖職者の処刑をはっきりと叫び、求める内容になっていった。
| Ah! ça ira, ça ira, ça ira les aristocrates à la lanterne! Ah! ça ira, ça ira, ça ira les aristocrates on les pendra! | ああ！うまくいく、うまくいく、うまくいく 貴族どもを街灯へ！ ああ！うまくいく、うまくいく、うまくいく 貴族どもを縛り首にしろ！ |
| Si on n' les pend pas On les rompra Si on n' les rompt pas On les brûlera. Ah! ça ira, ça ira, ça ira les aristocrates à la lanterne! Ah! ça ira, ça ira, ça ira les aristocrates on les pendra! | 吊るすのでなけりゃ 奴らを壊そう 壊すのでなけりゃ 奴らを燃やそう ああ！うまくいく、うまくいく、うまくいく 貴族どもを街灯へ！ ああ！うまくいく、うまくいく、うまくいく 貴族どもを縛り首にしろ！ |
| Nous n'avions plus ni nobles, ni prêtres, Ah ! ça ira, ça ira, ça ira, L'égalité partout régnera. L'esclave autrichien le suivra, Ah ! ça ira, ça ira, ça ira, Et leur infernale clique Au diable s'envolera. Ah! ça ira, ça ira, ça ira les aristocrates à la lanterne! Ah! ça ira, ça ira, ça ira les aristocrates on les pendra! Et quand on les aura tous pendus On leur fichera la pelle au cul. | われらはもはや貴族も聖職者ももたぬ ああ！うまくいく、うまくいく、うまくいく 平等があまねく支配するだろう オーストリアの奴隷もこれに従うだろう ああ！うまくいく、うまくいく、うまくいく そしてそれらの忌々しき連中は 地獄に落ちるだろう ああ！うまくいく、うまくいく、うまくいく 貴族どもを街灯へ！ ああ！うまくいく、うまくいく、うまくいく 貴族どもを縛り首にしろ！ そして全員を吊るしてやったら 奴らのケツにシャベルを突き刺してやれ |

## その後
この歌は恐怖政治の時代の後も生き残った。そして総裁政府（1795年 - 1799年）の時期にはショーの前に歌うことが義務付けられたが、執政政府（1799年 - 1804年）期には禁じられた。

## トリビア
- 元宮廷音楽家のクロード＝ベニーニュ・バルバトルは、1792年にラ・マルセイエーズとこの歌のピアノもしくはオルガン用の編曲（楽譜）を残している。彼の元パトロンたちが迫害・処刑される中で、自身の迫害を免れるために作られたと見られる。
- フランス海軍の戦列艦「ラ・クーローヌ」（王冠の意）は1792年にこの歌にちなんで「サ・イラ」と改名した。
- サッシャ・ギトリーの映画「シ・ヴェルサイユ・メテ・コンテ」（Si Versailles m'était conté, 1954年）の主題歌として、サン・キュロット版に近い内容の歌詞がエディット・ピアフによって歌われた。
- イギリス陸軍西ヨークシャー連隊（第14歩兵連隊）の速歩行進曲として使われた。ファマールの戦い（1793年）で、第14連隊は「サ・イラ」の音楽に合わせてフランス軍を攻撃し、勝利した。連隊は後日、その栄誉として、連隊の速歩行進曲としてこの曲を与えられた。それは今もヨークシャー連隊によって受け継がれている。

## 関連リンク
- ラ・マルセイエーズ
- ええじゃないか
- 2024年パリオリンピック
  - マリー・アントワネット